# 全国警備業協会
一般社団法人全国警備業協会（ぜんこくけいびぎょうきょうかい）は、警備業の組合員で構成する業界団体。会員は都道府県ごとの警備業協会としている。

## 概要
- 沿革 1980年（昭和55年）10月 設立
- 代表者 会長 中山泰男（セコム代表取締役会長）
- 本部所在地 東京都新宿区西新宿1-9-18　永和ビル7F